# Gong Saxum
Il Gong Saxum è una struttura geologica della superficie di 65803 Didymos.